# Imán (Two of Us)
«Imán (Two of Us)» es una canción de la cantante argentina María Becerra. Fue lanzada a través de Warner Music Latina el 16 de mayo de 2024, como el segundo sencillo de su próximo tercer álbum de estudio. Becerra escribió la canción junto a Elvira Anderfjärd, Richard Zastenker y Xavier Rosero "Xross", mientras que este último y Liohn se encargaron de su producción. Musicalmente, es una canción pop y pop urbano con letras sobre un interés amoroso.
Junto con la canción se lanzó un video musical de «Imán (Two of Us)», dirigido por Julián Levy y Lucas Fossati; en él se ve a Becerra y a un grupo de visitantes ingresando a una galería de arte minimalista donde se muestra una exposición de arte pop. Becerra interpretó la canción en la final de la Kings League y la Queens League, en Susana Giménez y en The Kelly Clarkson Show. «Imán (Two of Us)» alcanzó el puesto número dos en el Argentina Hot 100, el número 12 en Uruguay y el número 78 en Paraguay.

## Lanzamiento
Becerra anunció el lanzamiento de «Imán (Two of Us)» a través de sus cuentas de redes sociales el 10 de mayo de 2024, seis días antes de su fecha de estreno oficial. También compartió un fragmento de 16 segundos e información sobre el estreno mundial. Fue lanzada junto con un video musical dirigido por Julián Levy y Lucas Fossati, y producido por Asalto. En ella, Becerra se adentra en una galería de arte futurista y minimalista donde se muestra una exposición de arte pop. En él se ve a todos los visitantes experimentar con chicle, que tiene efectos similares a los de una poción de amor. «Imán (Two of Us)» fue lanzado como el primer sencillo del próximo álbum de Becerra.

## Composición
«Imán (Two of Us)» es un tema pop y Pop urbano con riffs funk de guitarra. Su letra bilingüe es una declaración de amor dirigida a un interés amoroso. La canción fue grabada en los estudios MXM en Estocolmo, Suecia, con producción a cargo de Liohn y Xross; este último es el productor principal del equipo de Becerra. En un comunicado, Becerra expresó: «Estoy muy feliz de poder finalmente compartir esta canción que poco a poco hemos ido mostrando tanto en vivo como en mis redes sociales. [...] Todo fue un viaje hacia esta nueva era que venimos gestando desde hace tiempo».

## Actuaciones en vivo
Becerra estrenó la canción en la final de la Kings League y en la de la Queens League el 20 de abril de 2024, junto con el remix de «Spicy Margarita» con el cantante estadounidense Jason Derulo y el cantante canadiense Michael Bublé. Tras el lanzamiento de «Imán (Two of Us)», la interpretó en Susana Giménez y en The Kelly Clarkson Show.

## Posicionamiento en listas
| Listas (2024)                      | Mejor posición |
| ---------------------------------- | -------------- |
| Argentina (Argentina Hot 100)      | 2              |
| Argentina Airplay (Monitor Latino) | 1              |
| Chile (Monitor Latino)             | 5              |
| Paraguay (SGP)                     | 78             |
| Uruguay (CUD)                      | 12             |
| Uruguay Airplay (Monitor Latino)   | 3              |